# Megachile eburnipes
Megachile eburnipes är en biart som beskrevs av Joseph Vachal 1904. Megachile eburnipes ingår i släktet tapetserarbin, och familjen buksamlarbin. Inga underarter finns listade i Catalogue of Life.